# Mure (Kagawa)
Mure (jap. 牟礼町, -chō) war eine Stadt im Kita-gun in der japanischen Präfektur Kagawa in Japan.

## Geschichte
Mure (牟禮村, -mura) wurde am 15. Februar 1890 ein Mura im Miki-gun. Dieser schloss sich am 16. März 1899 mit dem Yamada-gun zum Kita-gun zusammen. Am 1. Januar 1962 erfolgte die Ernennung zur Chō.
Mit der Eingemeindung am 10. Januar 2006 nach Takamatsu, dem Verwaltungssitz der Präfektur, ist Mure ein Stadtteil geworden.

## Städtepartnerschaften
- Mure (Nagano)
- Elberton (Georgia) (seit 1983)